# Vervangingsratio van een sociale uitkering
De vervangingsratio van een sociale uitkering is in macro-economische zin de verhouding tussen de gemiddelde bruto uitkering en het gemiddelde brutoloon, of de gemiddelde netto uitkering en het gemiddelde nettoloon. In de micro-economische betekenis gaat het om het bedrag van de uitkering in verhouding tot het laatst verdiende loon. De vervangingsratio geeft dus de loonkloof weer tussen werkenden en niet-werkenden. De arbeidsmarkt zal een hogere vervangingsratio typisch beschouwen als stimulus om te werken omdat de alternatieve kosten van niet-werken, namelijk wel werken, dan groter zijn. In dit verband heeft de hoogleraar economie Christopher Pissarides uit Cyprus aangetoond dat het belasten van werkloosheidsuitkeringen, wat neerkomt op het fixeren van de vervangingsratio, de elasticiteit van het arbeidsaanbod verlaagt.